# 一宮市立北部中学校
一宮市立北部中学校（いちのみやしりつほくぶちゅうがっこう）は、愛知県一宮市貴船1丁目6番19号にある公立中学校。通称「一宮北中」または「北中」（ほくちゅう）。貴船小学校・宮西小学校・富士小学校の一部の校区の生徒が通学する。校名は、開校当時の一宮市において北部に位置したことからと推察される。

## 地理
学区内には尾張国一宮であり一宮市の名前の由来にもなった真清田神社がある。西側には一宮市立市民病院や九品地公園があり、東側には一宮市立貴船小学校がある。かつては染色業が盛んであり多数の工場があったが、現在は工場が住宅地に転用されている。染色業は校歌にも歌われている。「知・徳・体の調和のとれた魅力ある生徒の育成」を教育目標とし、「We Love 北中」をキャッチフレーズとしている。

## 沿革
- 1947年（昭和22年）4月 - 一宮市立北部中学校として開校。
- 2022年（令和4年）4月 - 新制服が導入される。

## 部活動
- 野球部
- バスケットボール部
- 女子バレーボール部
- 卓球部
- ハンドボール部
- 吹奏楽部
- ソフトテニス部
- サッカー部
- 文化制作部（美術・手芸）

春から夏には期間限定で相撲部が設置され、2015年度や2017年度に全国大会に出場している。水泳部は2013年度・2014年度・2015年度・2016年度に全国大会に出場している。
水泳部・柔道部・剣道部・パソコン部・陸上部は廃部

## 事件
2007年7月27日にはハンドボール部の練習中に男子部員が熱中症で倒れ、8月26日に熱中症の発症を原因とする多臓器不全で死亡した。遺族の両親は北部中学校を相手取って「業務上過失致死罪」として刑事告訴し、愛知県警が校長や顧問を書類送検したうえに、名古屋市を相手取って民事訴訟を行った。2007年9月26日、名古屋地方裁判所一宮支部（村上久一裁判長）は「顧問の教諭らが十分な予防措置を講じていたとは認めがたく、熱中症発症について瑕疵が認められる」として4550万円の支払いを命じ、刑事告訴を取り下げる事で和解した。
2014年には32歳の教諭が居酒屋で飲酒後に車を運転し、パトカーから停止を命じられたものの逃走を図って物損事故を起こした。事故後の呼気検査で0.3ミリグラム/リットルのアルコールが検出され、書類送検されたうえに教員免許を剥奪された。

## 出身者
- 谷一夫 - 一宮市長（1999年-2015年）。